# Diego Arsuaga
Diego Arsuaga (* 13. Januar 1966 in Montevideo, Uruguay) ist ein uruguayischer Regisseur.
Arsuaga gewann 1986 für den in Zusammenarbeit mit Carlos Ameglio entstandenen La fruta en el fondo del tazón einen Preis bei einem Filmfestival. Für Los últimos vermicellis aus dem Jahre 1987, bei dem er auch die Kameraführung übernahm, erhielt er ebenfalls nationale und internationale Preise, so etwa in Kuba, Paraguay und Kolumbien. Seit 1988 drehte er zahlreiche Werbespots. Ab 1996 war er als Direktor von Taxifilm verantwortlich für Produktionen in Werbung, Fernsehen und Film. 1999 entstand in diesem Zusammenhang Plata quemada. Bei Otario aus dem Jahre 1997 übernahm er Regie und Kamera. 2002 erschien der Film Corazón de fuego, der auf der Nordhalbkugel unter dem Namen El último tren (Deutsch: El último tren – Der letzte Zug) in den Kinos lief und für den er als Regisseur verantwortlich zeichnete. Dieser Streifen, an dem als Schauspieler unter anderem Federico Luppi, Héctor Alterio, Elisa Contreras, Franklin Rodríguez und Eduardo Migliónico mitwirkten, konnte laut Pressemeldungen am 5. September 2002 bereits 49.557 Besucher in Uruguay verzeichnen. Auf dem Filmfestival in Montreal wurde er in jenem Jahr mehrfach ausgezeichnet. So erhielt er den Publikumspreis für den besten lateinamerikanischen Film, den Preis der Ökumenischen Jury und wurde für das beste Drehbuch prämiert.

## Filmografie
- 1986: La fruta en el fondo del tazón, mit Carlos Ameglio
- 1987: Los últimos vermicellis
- 1996: El hombre de Walter, Kurzfilm
- 1997: Otario
- 2002: Corazón de fuego (El ultimo tren – Der letzte Zug)
- 2011: Adicciones (Kamera und Regie)
- 2012: El ingeniero